# Жимболия
Жимболия (рум. Jimbolia) — город в Румынии в жудеце Тимиш.

## История
В документах о сборах церковной десятины за 1333 год упоминается «Чумбул». В 1552 году эти места были завоёваны Османской империей и вошли в состав Темешварского эялета. В 1718 году в соответствии с условиями Пожаревацкого мира эти земли перешли в состав Габсбургской монархии. В годы турецкого владычества и военных действий местное население сильно уменьшилось, и поэтому Габсбурги стали привлекать сюда переселенцев из центральной Европы, ставших известными как банатские швабы. Немецкие колонисты создали здесь общину Хатцфельд. Когда в 1867 году Австрийская империя была преобразована в Австро-Венгрию, то в рамках политики мадьяризации община получила название Зомболья.
В конце Первой мировой войны город был оккупирован сербскими войсками. По решению Парижской мирной конференции он вошёл в состав Королевства сербов, хорватов и словенцев под названием Жомболь, однако в 1924 году, в результате исправления границы с Румынией, был передан Румынии.
Жимболия получила статус города в 1950 году. Одним из символов города является статуя Святого Флориана, покровителя пожарных, установленная в центре одного из перекрёстков города.

## Персоналии
- Йегер, Стефан (1877—1962) — немецко-румынский художник.